# Atilio Oscar Viglione
Atilio Oscar Viglione (Chivilcoy, Buenos Aires; 16 de septiembre de 1914 - Trelew, Chubut; 20 de marzo de 2010) fue un médico y político radical argentino, gobernador de la Provincia del Chubut entre 1983 y 1987. Elegido en 1983 al momento de la restauración de la democracia en Argentina tras el final de la dictadura militar autodenominada Proceso de Reorganización Nacional, Viglione fue el primer gobernador desde la provincialización del Chubut en 1955 en completar su mandato constitucional.

## Biografía

### Formación
Nació en 1914 en Chivilcoy, Buenos Aires. Tuvo quince hermanos: María, Luis, Esteban, Ángela, Vicente, Venancio, Juana, Ana Luisa, Ángel Juan, Alberto, Rodolfo, Elvira, Cora, Néstor y Abel. A sus siete años su madre falleció, y a los 12 inició sus estudios secundarios en el Colegio Nacional de Chivilcoy.
Terminando sus estudios secundarios en 1933, se trasladó a la capital provincial La Plata, y realizó la carrera de médico en su Universidad. Allí además comenzó sus primeros acercamientos a la actividad política. Al recibirse en 1940, se trasladó a la ciudad de Trelew, en el aún Territorio Nacional del Chubut.

### Asentamiento en Chubut
Se asentó inicialmente en la región del Valle inferior del río Chubut, adonde arribó en compañía de su hermano Abel. Allí desarrolló su profesión durante la primera mitad de la década. En 1944 se casó cone Hilda Magdalena Croce, con quien tuvo dos hijos. En 1957 fue elegido Presidente de la Cooperativa Eléctrica de Trelew.

### Carrera política
Afiliado a la Unión Cívica Radical, su primer cargo público fue el de Intendente de Dolavon, un pequeño pueblo de cercano a Trelew, designado por el gobernador del Territorio Ovidio Pracilio. Chubut se transformó en Provincia en 1955. En 1962 Viglione resultó elegido como Gobernador de la joven Provincia, pero el golpe de Estado que derrocó al Presidente Arturo Frondizi ese año dejó sin efecto el resultado. 
Restablecida la democracia, el 12 de octubre de 1963 asumió el cargo de Vicegobernador del Chubut, acompañando a Roque González, teniendo a cargo la Presidencia de la Legislatura Provincial. Dejó el puesto dos años más tarde haciendo mucho ruido: dijo que el Gobierno de Arturo Illia era "golpista" y que propiciaba "el quebrantamiento del orden constitucional". En 1965 fue designado Senador, hasta quedar su cargo anulado por el golpe de Estado de 1966.
En 1972 adhiere al Movimiento de Renovación y Cambio encabezado por Raúl Alfonsín. En 1975 fundó junto a José María Sáez el "Diario El Chubut". También fue director del Canal 3 de Trelew.

### Gobernador del Chubut
Luego del fin de la dictadura del Proceso de Reorganización Nacional, iniciada en 1976, se realizaron elecciones generales el 30 de octubre de 1983, y Atilio Viglione fue elegido Gobernador del Chubut por parte de la Unión Cívica Radical, al tiempo que Alfonsín llegó al cargo de Presidente de la Nación. Viglione asumió ese 10 de diciembre, acompañado por Juan Carlos Altuna. Fue el primero en terminar su mandato de manera normal en toda la historia de la Provincia. Debió enfrentar varias huelgas y conflictos permanentes con empleados públicos. Con distintos grados de intensidad, paso la mayor parte de su mandato opacado por la conflictividad docentes, desatándose largas huelgas de empleados de la salud, trabajadores municipales y de servicios públicos cuyos sueldos llegaron a atrasarse hasta 7 meses, sumado el contexto hiperinflacionario, que conllevaba un deterioro marcado del poder adquisitivo. Frente a ello emitió un bono de 300 millones de dólares a tasas del 17.3 por ciento anual, que duplicó la deuda provincial en cuestión de meses, pero dado el desorden de las cuentas públicas y el elevado déficit fiscal de la provincia los recursos se agotaron rápidamente, sin posibilidad de emitir nueva deuda debido al default se transfirieron responsabilidades a los municipios, en su mayoría gobernador por la oposición sin los recursos correspondientes y se redujo la prestación de servicios básicos: fueron cerradas temporalmente un tercio de las comisarías de la provincia, se decretó el fin del año escolar a mediados de agosto de 1988, los hospitales funcionaban sólo 12 horas por día mientras que se ordenó que los tribunales de la provincia y todo el poder judicial trabajase solo dos días a la semana. Tras varios meses en 1988 las rutas fueron cortadas, sumadas a una crisis hídrica en Caleta Olivia y Comodoro Rivadavia debido a la falta de inversiones en los canales de abastecimiento de agua llevó a protestas masivas en las ciudades de la provincia exigiéndose la renuncia de Viglione, ante el caos provincial Alfonsín viajó a dar su apoyo al gobernador aunque rechazó habilitarle un crédito de salvataje debido a la oposición local de las fracciones contrarias de la UCR. En noviembre de 1988 decretó abonar los sueldos de maestros, policías y médicos de forma escalonada, suspender por dos años el pago de aguinaldos y abonar las jubilaciones mediante vales y tickets alimentarios. Una nueva marcha de veinte mil personas se concentró en Rawson, proponiendo
medidas como cortes de ruta, y corte del gasoducto.
La deuda consumía el 70 por ciento de las millonarias regalías que ingresan por la explotación petrolera. Debido a la emergencia presupuestaria no hizo inversión en infraestructura. En enero de 1989 anuncia finalmente la imposibilidad de pagar los sueldos a los empleados públicos, la situación con los proveedores llegó a un punto de quiebre, hacía cuatro años que no cobraban, lo que terminó en una paralización absoluta de toda la obra pública; repercutiendo en el sector privado. La caída de la popularidad de Viglione tuvo correlato en el marco de grandes conflictos sociales como sucedió de manera casi idéntica en Buenos Aires, Río Negro y Córdoba.
Con el objetivo de obtener recursos desreguló la actividad pesquera, que dejó de ser controlada por el estado provincial permitiendo a las empresas privadas una sobreexplotación que mermaría los recursos pesqueros y llevaría a la quiebra a la mitad de las factorías provinciales y a la desaparición de tres cuartas partes de la industria provincial. El desempleo se triplicó en la provincia Junto con el despido de la mitad de los mineros
Los graves problemas económicos se expresaron en una tasa de inflación de 343% para el año 1987 y el estallido de un proceso hiperinflacionario que hizo aumentar la pobreza. A finales de 1987, el presidente Raúl Alfonsín había perdido el control del país tanto en materia económica (plasmado en la hiperinflación) como en lo político. Había perdido tanto el apoyo del sector empresarial como gran parte del apoyo de su partido y de la sociedad en general. Para el año 1987, la economía se encontraba en una fuerte crisis, que le costó al partido radical la derrota en las elecciones legislativas y de esta manera perdería la mayoría en cámara de Diputados. Debido a la fuerte inestabilidad económica el radicalismo perdió las elecciones a gobernadores en varias provincias, que quedaron a manos del justicialismo, entre ellas Chubut. El 10 de diciembre de 1987 fue sucedido por Néstor Perl, del Partido Justicialista.

### Diputado Nacional
En 1993 fue elegido Diputado por la Provincia del Chubut en el Congreso de la Nación, cargo que desempeñó hasta 1997, siendo en ese momento el diputado con mayor edad de la cámara baja.
En 2005, el gobernador justicialista Mario Das Neves impuso su nombre a la localidad de Las Pampas. También recibió distinciones como "Ciudadano Ilustre" (por parte de la Provincia del Chubut y luego de la Municipalidad de Trelew)[cita requerida] y el Premio "Santa Clara de Asís".

### Fallecimiento
Atilio Oscar Viglione falleció en la noche del 20 de marzo de 2010, a los 95 años.

## Localidad
A modo de homenaje, en el 2005 el gobernador de Chubut, Mario Das Neves renombró a una pequeña localidad del Departamento Tehuelches como Doctor Atilio Oscar Viglione.